# Mediantis
Die Mediantis AG ist ein Buchhandelsunternehmen im Internet. Sie wurde als EBdirekt GmbH und dann buecher.de AG durch Richard von Rheinbaben 1996 gegründet und war von 1999 bis 2001 am Neuen Markt notiert. Von 2001 bis 2004 war die Gesellschaft in Liquidation (keine Insolvenz) und hat wesentliche Geschäftsteile für ca. 6 Mio. Euro veräußert. 2004 wurde die normale Geschäftstätigkeit wieder aufgenommen.
Bis 2011 betrieb mediantis das Zentrale Verzeichnis Antiquarischer Bücher (ZVAB), einen Internetmarktplatz für Antiquariate. Im Frühjahr 2011 wurde der operative Bereich ZVAB veräußert; gleichzeitig wurde die Buchsuchmaschine eurobuch übernommen.

## Phönix Kunstpreis
Im Rahmen des Kultursponsorings vergibt die mediantis AG seit 2011 den mit 20.000 Euro dotierten Phönix Kunstpreis, mit dem Nachwuchskünstler im Bereich der bildenden Kunst ausgezeichnet werden. Mit der Auszeichnung ist eine Ausstellung in der Villa Kustermann in Tutzing verbunden. Der Phönix Kunstpreis führt den ZVAB-Phönix Kunstpreis fort, der von 2005 bis 2010 über den operativen Bereich des ZVAB verliehen wurde. 2014 wurde er erstmals in Kooperation mit der Evangelischen Akademie Tutzing vergeben.
Preisträger:
- 2011: Dominik Heim (* 1974), Schweizer Künstler
- 2012: Anija Seedler (* 1974), Leipzig
- 2014: Stefan Schiek (* 1976), Weimar
- 2016: Szilard Huszank (* 1980), Miskolc, Ungarn
- 2018: Slava Seidel (* 1974), Krivoi Rog, Ukraine[2]
- 2022: Eilike Schlenkhof (* 1984), Herne, Deutschland[3]